# Niels Turin Nielsen
Niels Christian Congo Turin Nielsen (* 22. Januar 1887 in Frederiksberg; † 9. Juni 1964 ebenda) war ein dänischer Turner.

## Erfolge
Niels Turin Nielsen, der für den Verein Gymnastik- og Svømmeforeningen Hermes turnte, nahm 1908 in London erstmals an Olympischen Spielen teil. Im Mehrkampf mit der dänischen Mannschaft verpasste er dabei als Vierter knapp einen Medaillengewinn. Seine zweite olympische Teilnahme erfolgte bei den Olympischen Spielen 1920 in Antwerpen. Bei diesen gehörte er zur dänischen Turnriege im Wettbewerb, der nach dem sogenannten freien System ausgetragen wurde. Dabei traten nur zwei Mannschaften an, die aus 16 bis 40 Turnern bestehen und während des einstündigen Wettkampfs gleichzeitig antreten mussten. Es wurden die Ausführungen der geturnten Übungen an den Geräten bewertet, aber auch der Einmarsch zu Beginn und der Ausmarsch am Ende. Das Gesamtergebnis war ein Durchschnittswert der fünf Kampfrichterwertungen. Dabei kam es zum Duell gegen die einzige andere teilnehmende Turnriege aus Norwegen, die den Wettbewerb mit 48,55 Punkten auf dem zweiten Platz beendete und die Silbermedaille erhielt. Die Dänen entschieden den Wettkampf dagegen mit 51,35 Punkten für sich.
Turin Nielsen gewann zusammen mit Georg Albertsen, Viggo Dibbern, Rudolf Andersen, Aage Frandsen, Hugo Helsten, Harry Holm, Herold Jansson, Robert Johnsen, Christian Juhl, Vilhelm Lange, Svend Madsen, Peder Marcussen, Peder Møller, Steen Olsen, Christian Møller Pedersen, Hans Rønne, Harry Sørensen, Christian Thomas und Knud Vermehren die Goldmedaille und wurde somit Olympiasieger.